# SO-02C
ドコモ スマートフォン Xperia acro SO-02C（－ エクスペリア アクロ エスオー ゼロニー シー）は、ソニー・エリクソン・モバイルコミュニケーションズ（現：ソニーモバイルコミュニケーションズ）製のNTTドコモ向けスマートフォン。ドコモの第3世代移動通信システム（FOMA）端末である。
当初は2011年夏モデルのドコモ スマートフォンシリーズのひとつとして発売・販売されていた。2011年冬モデル発表以降はdocomo NEXT seriesに分類され、docomo NEXT series Xperia acro SO-02C（ドコモ ネクストシリーズ エクスペリア アクロ エスオー ゼロニー シー）の名称が用いられた。

## 概要
同じくドコモより発売されている Xperia arc（SO-01C） を日本国内独自仕様として高機能化した機種であり、フィーチャーフォンに代表される機能である、FeliCa、ワンセグ、赤外線通信といった機能が追加されている。
OSはGoogle Android OS 2.3。

## 特徴・仕様
基本仕様はXperia arc（SO-01C）と同様である。ただし、以下の仕様に加え、SIMロック解除に対応しているなど、いくつかの差異がみられる。
3G通信はHSPAに対応し、14Mbpsの高速通信が可能である。WiFi通信はIEEE 802.11b/g/nに対応し、150Mbpsの高速通信に対応する。ドコモの2011年夏モデルスマートフォン8機種で唯一テザリングに対応していなかったが、2011年11月のアップデートで対応した。
ドコモ専用色として、アクア（青）がラインナップされている（au版IS11Sはルビー（赤）が専用色）。
専用の「電池パック SO05」は、海外のBA750にドコモ型番のシールを貼り付けたものである。なお、IS11Sでも、同じ形式の電池が採用されているが、こちらは、本来のBA750の番号のまま発売されている。バッテリーパックの充電容量は1500mAhである。
ACアダプタは、付属の「ACアダプタケーブル SO03」(出力850mA)を使用する。2011年冬モデル発売以降に販売開始された、出力1Aの「ACアダプタ 03」（パナソニック モバイルコミュニケーションズ製、microUSBコネクタを持つ端末用のACアダプタ）も2011年12月より総合カタログに掲載され、公式なオプション製品である。
なお、本機種はAndroid 4.0へのバージョンアップが検討されていたが、それに伴いメモリ（RAM）不足の可能性があるため、却下された。2011年に発売したXperiaシリーズ（本機の他、SO-01C、SO-03C、SO-01D）と富士通製のF-12Cも同様の理由で却下に至っている。その結果、2010年冬春モデルと2011年夏秋モデルでAndroid 4.0へバージョンアップされたのはGALAXY S II SC-02Cのみとなった。
その他の特徴、及び同じくXperia acroの名称で販売されるau版IS11Sとの相違点などについては、Xperia acroの項目を参照のこと。

## インターネットアクセス
3G通信によるインターネットアクセスには、spモード又はmopera Uなどの契約が必要である。WiFi通信によるインターネットアクセスも可能であるが、一部機能の利用時には制限がある。

### ブラウザ
Android標準の「ブラウザ」と「Flash Player 10.2」がインストールされており、JavaScript、HTML5など、パソコンとほぼ同等の動きのあるサイトの閲覧が可能である。必要に応じて、他のブラウザアプリケーションをインストールすることもできる。

### メール
メールはアプリケーションとして利用可能で、標準で次のメーラーアプリケーションがインストールされる。
- Gmail

Android本体のアカウント同期機能と併せて、プッシュ型電子メールが利用できる。
- Eメール

POPやIMAPをサポートするメーラが搭載されており、標準的なメールサービスへのアクセスが可能である。
- spモードメール

iモードメールと同じ@docomo.ne.jpのプッシュ型キャリアメールが利用できる（SPモードの契約が必要であり、mopera Uからのアクセスは不可能）。

## アプリケーション
Androidマーケット(現 Google Play)及びdマーケットのほか、ソニーエリクソンが用意するPlayNowからのダウンロードが可能。一部日本円に対応したアプリケーションでは、携帯電話料金課金（spモード等）に対応している。

### その他搭載アプリ
- Evernote
- OfficeSuite - Word、Excel、PowerPoint、PDFファイルの閲覧ソフト
- 電子書籍ストア 2Dfacto
- ドコモマーケット
- BeeTV
- iD設定アプリ
- Gmail
- Google Maps / Latitude / ナビ
- YouTube
- Google Talk
- メール
- Google検索 / 音声検索
- トルカ
- Twitter
- mixi
- Facebook
- BeeTV
- E★エブリスタ
- FMラジオ - ラジオ再生中の音楽を認識して、moraから購入ができる。
- 電話帳バックアップアプリ
- メロディコール
- iチャネル

## 主な機能
| 主な対応サービス                                 | 主な対応サービス                            | 主な対応サービス                       | 主な対応サービス                              |
| ------------------------------------------------ | ------------------------------------------- | -------------------------------------- | --------------------------------------------- |
| タッチパネル／加速度センサー                     | Xi／FOMAハイスピード14Mbps(受信)送信5.8Mbps | Bluetooth                              | DCMX／おサイフケータイ／赤外線／トルカ        |
| ワンセグ／FMラジオ                               | メロディコール                              | テザリング                             | WiFi IEEE802.11b/g/n                          |
| GPS                                              | spモード／Eメール／電話帳バックアップ       | デコメール／デコメ絵文字／デコメアニメ | iチャネル                                     |
| エリアメール／ソフトウェアーアップデート自動更新 | デジタルオーディオプレーヤー(WMA)(MP3他)    | GSM／3Gローミング（WORLD WING）        | フルブラウザ／Flash Player 10.2               |
| Androidマーケット／ドコモマーケット              | Gmail／Google Talk                          | YouTube／Picasa                        | ドコモ地図ナビ／Google Maps／ストリートビュー |

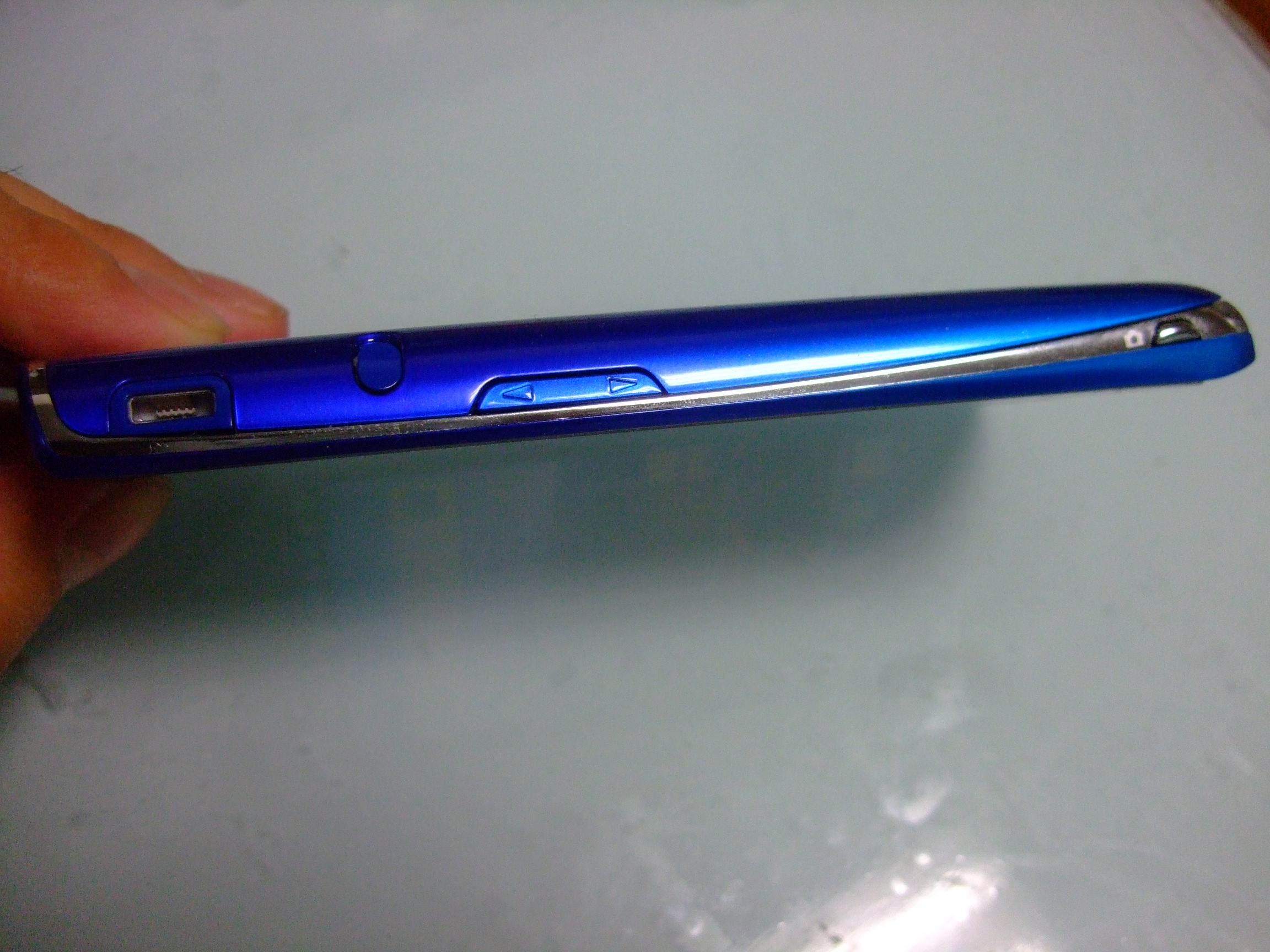
側面。左側の楕円形の窪みがアンテナ収納口である。

## 歴史
- 2010年11月4日 - 技術基準適合証明（TELEC）通過。
- 2011年2月2日 - Bluetooth認定取得。
- 2011年5月6日 - ソニー・エリクソンが日本公式サイトにて正式発表。
- 2011年5月16日 - NTTドコモより発表。
- 2011年6月10日 - Global Certification Forum認定。
- 2011年6月28日 - 予約受付開始。
- 2011年7月9日 - 販売開始。
- 2012年3月26日 - NTTドコモよりAndroid 4.0へのバージョンアップについて検討していることを発表[3]。
- 2012年7月2日 - Android 4.0へのバージョンアップを断念[1]。

## アップデート・不具合など

### 2011年7月27日のソフトウェア更新
ブラウザなどのアプリケーションを起動している場合に、携帯電話（本体）が再起動する不具合を修正。ビルド番号が3.0.1.F.0.131となる。

### 2011年11月7日の機能追加・ソフトウェア更新
2011年11月7日（電話機本体単独では11月15日）に以下の機能を追加・修正するアップデートが実施された。OSがAndroid 2.3.4に、ビルド番号が4.0.1.C.1.9となる。
- エリアメールに対応。これにより緊急地震速報を受けることが可能となる。
- テザリングに対応
- POBox Touch 4.3へのアップデート
- カメラでの静止画撮影時16倍デジタルズームに対応
- スクリーンショット機能に対応
- 「お気に入りと通話履歴」ウィジェットに対応
- アプリトレイから直接アプリのアンインストールが可能
- PlayStation Certifiedに対応。これによりPlayStation Suite対応アプリを使用できる。
- ワンセグ音声のBluetooth出力に対応
- 不具合の修正
  - ブラウザで新しいページを表示する際に、まれに既に開かれているウィンドウが正常に動作しない場合がある。
  - 特定のWi-Fiルータと通信をすると途切れる場合がある。

### 2012年3月28日のソフトウェア更新
2012年3月28日に以下の不具合を修正するアップデートが実施された。ビルド番号が4.0.1.C.1.21となる。
- IC通信を実施するアプリにてデータ送信時、まれに通信エラーとなる場合がある。
- 電源起動時、まれにドコモUIMカード(FOMAカード)を認識しない場合がある。
- 海外の一部地域において、まれに正常に通信できない場合がある。

### 2012年8月16日のソフトウェア更新
2012年8月16日に以下の不具合を修正するアップデートが実施された。ビルド番号が4.0.1.C.1.24となる。
- microSDXCカードを差し込むと、microSDXCカード内のデータが破損される。[6]